# Winter Light (álbum de Yanni)
Winter Light es un álbum de compilación del músico griego  Yanni, lanzado bajo el sello Private Music en 1999.

## Temas
| #   | Tema                     | Duración |
| --- | ------------------------ | -------- |
| 1.  | "Forgotten Yesterdays”   |          |
| 2.  | "Only a Memory”          |          |
| 3.  | "Point of Origin"        |          |
| 4.  | "Marching Season"        |          |
| 5.  | "After the Sunrise"      |          |
| 6.  | "Until the Last Moment”  |          |
| 7.  | "Twilight"               |          |
| 8.  | "Keys to Imagination"    |          |
| 9.  | "A Word in Private”      |          |
| 10. | "True Nature"            |          |
| 11. | "The Magus"              |          |
| 12. | "Face in the Photograph" |          |

## Personal
Todos los temas musicales presentes en este disco fueron compuestos por Yanni